# 喜田亞由美
喜田亞由美（日语：／ Kida Ayumi，1966年6月7日—），日本女性配音員、演員。Mausu Promotion、FED劇場 （页面存档备份，存于）所屬。出身於栃木縣。身高159cm。A型血。

## 人物
本名、舊藝名，現用藝名：。
專門學校東京廣播學院畢業後，1986年進入PROJECT REVIEW，1989退團。
1991年加入現在所屬的Mausu Promotion（2000年從江崎Production改名）後，活躍於外國電影、電視影集的日語配音。
擅長方言：栃木方言。興趣、特長：爵士舞。

## 演出
粗體字表示主要角色。

### 電視動畫
1989年
- 機動警察（空服員）
- 亂馬½、亂馬½ 熱鬥篇

1993年
- 妙廚老爹（少年）

1994年
- 幸運超人（1994年－1995年，目立拓內、女B）
- BLUE SEED（廣播）
- 魔天戰神（霧小見[6]）
- 幽☆遊☆白書（才頭）

1995年
- Oz Kids（日语：オズ・キッズ）
- 十二生肖爆烈戰士（貓）
- NINKU -忍空-（好雄）
- VR快打（金）
- 夢幻遊戲（幼年時期的星宿）
- 咕嚕咕嚕魔法陣 (1994年版)（菲依）

1996年
- 神秘的世界（庫蓮娜·克連納）
- 麵包超人（朝鮮拌飯小子〈初代〉）
- 爆走兄弟Let's & Go!!（1996年－1997年，小孩、近藤源、巴尼）2系列
- 魔法少女砂沙美（ガンマン女）

1998年
- 動畫版 男人真命苦 ～寅次郎勿忘我～（勝）
- 星際牛仔（凱茵）
- 女惡魔人（1998年－1999年，由香、母親）
- Night Walker -深夜徘徊者-（日语：Night Walker -真夜中の探偵-）（秋葉美春）
- Weiß kreuz（珠美）

1999年
- 大嘴鳥（1999年－2001年，怪頭、記者、老年女性 等）
- 名偵探柯南（高田友寬）

2000年
- Cybersix（日语：サイバーシックス）（朱莉安、百貨公司女性）
- ∀鋼彈（女性隊員A）
- 科學小飛喵（喵太）

2001年
- 仰天人間（日语：仰天人間バトシーラー）（／）

2002年
- 浮游泉大冒險（布瑪魯[7]）
- 花田少年史（町田老師）

2003年
- 妙妙魔法屋（花江）
- 呢間學校有古怪（喬諾、X先生）

2005年
- Gallery Fake（日语：ギャラリーフェイク）（泉的母親）
- MAJOR 1st season（羽生）
- 烘焙王（夏多的母親）

2006年
- 牙 -KIBA-（日语：牙 (アニメ)）（葛吉夫）

2012年
- BTOOOM！（坂本龍太的母親〈坂本幸江〉）
- 農大菌物語Returns（主婦B）

2013年
- Aikatsu！偶像活動！（藤山）

2014年
- 牙狼〈GARO〉-炎之刻印-（母親）
- 海螺小姐

2016年
- 偶像活動Stars！（カメさん）

2017年
- 神奇寶貝 太陽&月亮（2017年－2019年，阿瑪拉）

2018年
- 輕觸小發明 OIKACHN-KIT（日语：ポチっと発明 ピカちんキット）（2018年－2019年，奶奶）
- 哆啦A夢 (水田山葵版)（少年飼主）

2019年
- 同居人時而在腿上，時而跑到腦袋上。（女性2）

2021年
- 三角窗外是黑夜（負責人）

### 電影動畫
- 紅豬（1992年）
- 超人力霸王貓：從星空降臨的不可思議貓（日语：ウルトラニャン）（1997年，守）

### OVA
- 學校的幽靈（1995年）
- 櫻花大戰 櫻華絢爛（1997年，男孩子）
- 火宵之月 ～秋狂言～（日语：火宵の月）（1998年，式神之女、遊女）

### 網路動畫
- Mausu動物園（2018年，阿比西尼亞貓的亞由美）

### 遊戲
1995年
- 制服傳說Pretty Fighter X（日语：制服伝説 プリティ・ファイター）（山吹柔）

1999年
- XI JUMBO（日语：XI (ゲーム)）

2001年
- 日昇英雄譚2（日语：サンライズ英雄譚）（聶伊·莫杭）

2002年
- 塗鴉王國（日语：ラクガキ王国）（鄧卡）
- 機甲武裝G-BREAKER 第三次克洛迪亞大戰（日语：機甲武装Gブレイカー）（庫魯斯·如月）
- 機甲武裝G-BREAKER 2 同盟的反擊（庫魯斯·如月）
- XI GO

2003年
- 機甲英雄譚 世界大戰（聶伊·莫杭）

2005年
- GENJI（日语：GENJI）（新太）

2006年
- Muv-Luv（京塚志津江）
- Muv-Luv Alternative（京塚志津江）

2008年
- 白騎士物語

2010年
- 王國之心 夢中降生（阿納斯塔西婭）
- Muv-Luv電台 ADV（京塚志津江）

2017年
- 問答RPG 魔法使與黑貓維茲（リーベクーヘン）

### 外語配音
※作品依英文名稱及英文原名排序。

#### 演員
- 維奧拉·戴維斯
  - 聖訴（穆勒太太）
  - 相助（愛比琳·克拉克）
  - 戰略高手（英语：Out of Sight）（摩塞爾·米勒）※日本電視台版。
  - 囚徒（南茜·布奇）

- 雷吉娜·霍爾
  - 新婚夢想家（英语：The Honeymooners (2005 film)）（崔克茜·諾頓）
  - 驚聲尖笑3（布蘭妲·米克斯）
  - 驚聲尖笑4（布蘭妲·米克斯）
  - 新殺戮戰警（瑪雅·巴巴尼科斯）

- 拉蒂法女皇
  - 人骨拼圖（塞爾瑪）※朝日電視台版。
  - 地動天驚（英语：Sphere (1998 film)）（艾麗絲·弗萊徹）
  - 情人節快樂（寶拉·湯瑪斯）

#### 電影
- 101真狗 ※朝日電視台版。
- 紅粉聯盟（瑪拉·霍克〈梅根·卡瓦納（英语：Megan Cavanagh）〉）※日本電視台版。
- 單親插班生 ※DVD版。
- 金牌接球員2（英语：Air Bud: Golden Receiver）
- 空軍一號 ※日本電視台版。
- 國際機場 ※日本電視台版。
- 阿波羅13號（瑪麗·海斯〈崔西·萊納（英语：Tracy Reiner）〉）※影碟版。
- 小魔星
- 越空追擊（英语：Barb Wire (film)）（芭芭拉·科佩茨基〈帕米拉·安德森〉）※影碟版。
- 七百擊（英语：Blessed (2004 film)）（貝提〈史提拉·史蒂芬（英语：Stella Stevens）〉）
- 不羈夜（英语：Boogie Nights）（老師〈派翠西亞·福瑞迪〉）
- 瀟灑有情天
- 吸血殭屍：驚情四百年 ※VHS、舊DVD版。
- 麥迪遜之橋 ※影碟版。
- 百萬金臂 ※朝日電視台版。
- 白宫管家（葛洛莉亞·蓋恩斯〈歐普拉·溫芙蕾〉）
- 霹靂嬌娃 ※朝日電視台版。
- 他們愛的故事（英语：Circle of Friends (1995 film)）（貝琪）
- 終極證人（多琳）※影碟版、朝日電視台版。
- 剛果驚魂（英语：Congo (film)）（莫伊拉〈瑪莉·艾倫·崔娜（英语：Mary Ellen Trainor）〉）※富士電視台版。
- 魔女遊戲（英语：The Craft (film)）
- 鱷魚先生（英语：Crocodile Dundee） ※朝日電視台版。
- 真情世界（英语：The Cure (1995 film)） ※影碟版。
- 街頭俏妞（英语：Curly Sue）（安新·霍爾〈蓋爾·博格斯（英语：Gail Boggs）〉）※日本電視台版。
- 非常教師（英语：Dangerous Minds）
- 真愛大逃亡（英语：Deadly Circuit）（貝提〈多米尼克·弗侯〉）※東京電視台版[注 2]。
- 桃色名單（英语：Deception (2008 film)）（J·盧梭〈麗莎·蓋伊·漢密爾頓（英语：LisaGay Hamilton）〉）
- 水深火熱（英语：Deep Blue Sea (1999 film)）（布蘭達·克恩斯〈艾達·特托羅〉）※日本電視台版。
- 神祕約會（英语：Desperately Seeking Susan）
- 追魂交易 ※影碟版。
- 終極警探3（簡〈莎朗·華盛頓〉）※影碟版。
- 好萊塢醫生（英语：Doc Hollywood） ※富士電視台、朝日電視台版。
- 熱淚傷痕（英语：Dolores Claiborne (film)）（賽琳娜·聖喬治〈珍妮佛·傑森·李〉）※DVD版。
- 致命追緝令（英语：Double Jeopardy (1999 film)） ※影碟版。
- 警網
- 終極特區（英语：Drop Zone (film)） ※影碟版。
- 747絕地悍將 ※朝日電視台版。
- 奪面雙雄（旺達〈趙牡丹〉）※朝日電視台2002年、2004年播出版。
- 玩命關頭（萊蒂·歐提茲（英语：Letty Ortiz）〈米歇爾·羅德里格茲〉）※影碟版。
- 致命的吸引力
- 第一武士（英语：First Knight）
- 返家十萬里 ※影碟版。
- 阿甘正傳（露易絲〈馬果·摩兒〉）※影碟版、（其他角色）※富士電視台版。
- 亡命夜巴黎（英语：Frantic (film)） ※TBS版。
- 極速驚魂（英语：Freeway (1996 film)） ※舊DVD、VHS版。
- 人鬼情未了
- 殺不死的勇者（瑪莎·科）※朝日電視台版。
- 追夢高手（英语：Hardball (film)）（傑佛遜·阿爾伯特·蒂布斯〈朱利安·格里菲斯〉）
- 烏龍元首（英语：Head of State (2003 film)）（金）
- 小人物大英雄 ※日本電視台版。
- 小鬼當家（出納員）※影碟版。
- 小鬼當家2 ※影碟版。
- 終極神鷹（英语：Hudson Hawk）（奧蒙德·喬伊〈洛琳·杜桑（英语：Lorraine Toussaint）〉）※影碟版。
- 不道德的交易 ※影碟版。
- 魔宮傳奇 ※朝日電視台版。
- 靈異魔咒 ※NHK-BS2版
- 大白鯊 (1975年電影)（邁克爾·“麥克”·布羅迪）※TBS版。
- 奪命大鱷魚2（日语：キラー・クロコダイル/怒りの逆襲） ※富士電視台版。
- 快閃殺手（英语：The Ladykillers (2004 film)）（幼少時期的高文·麥克山姆）
- 時間裂縫（瑞典语：Langoljärerna）（貝塔尼·西姆斯〈金柏·里德爾〉）※VHS版。
- 冒險者（英语：The Last Adventure (1967 film)）（Kyobaski的秘書）※東京電視台版。
- 終極尖兵（英语：The Last Boy Scout）（惡作劇的少年）※影碟版。
- 傲笑江湖（英语：Life (1999 film)）（希維亞〈麗莎·妮可·卡森（英语：Lisa Nicole Carson）〉）
- 小魔女（英语：Matilda (1996 film)）
- 愛情請槍 ※朝日電視台版。
- 秘密客（戴維斯）※東京電視台版。
- 火星任務
- 美猴王
- 降妖別動隊（英语：The Monster Squad）（山恩·克倫肖〈安德烈·高爾（英语：Andre Gower）〉）
- 萬惡城市（英语：New Jack City） ※影碟版。
- 笑彈龍虎榜 ※朝日電視台版。
- 王牌任務（英语：Nothing to Lose (1997 film)）（莉莎·大衛遜）
- 愛國者遊戲 ※朝日電視台版。
- （艾迪·貝睿〈切利·瓊斯〉）
- 消失的1943 ※朝日電視台版。
- 金剛戰士Turbo Movie（英语：Power Rangers Turbo）（德莉夏）
- 金剛戰士：銀河戰隊（英语：Power Rangers Lost Galaxy）（海斯庫柏）
- 終極戰士2 ※朝日電視台版。
- 無罪的罪人（英语：Presumed Innocent (film)）（溫德爾·麥考芬〈約瑟夫·馬傑羅〉）※朝日電視台版。
- 潮浪王子
- 麻雀變公主（薇爾斯）
- 第三類終結者（英语：The Relic (film)）（少年）
- 天兵總動員（英语：Renaissance Man (film)）（米蘭達·邁爾〈史黛西·戴許（英语：Stacey Dash）〉）
- 機器戰警2（英语：RoboCop 2） ※朝日電視台版。
- 火箭手 ※朝日電視台版。
- 西雅圖夜未眠 ※影碟版。
- 哭泣的玫瑰（蘇塞特）
- 沉默的羔羊（凱薩琳·馬丁〈布魯克·史密斯（英语：Brooke Smith）〉）※VHS版。
- 兵人 ※富士電視台版。
- 男兒本色（英语：Sommersby） ※影碟版。
- 魔鬼專家 ※影碟版。
- 生死時速（電梯女性1）※朝日電視台版。
- 伴我同行 ※VHS、DVD版。
- 星際之門：連續體（英语：Stargate: Continuum）（尼利提）
- 終極警探總動員（英语：Striking Distance） ※影碟版。
- 親親小媽（英语：Stepmom (film)）
- 忍者龜II：軟泥的秘密（英语：Teenage Mutant Ninja Turtles II: The Secret of the Ooze）
- 十誡 ※朝日電視台版。
- 魔鬼終結者 ※東京電視台版。
- 惡靈13（梅姬·貝絲〈芮·塔申（英语：Rah Digga）〉）
- 三個奶爸一個妞（英语：Three Men and a Little Lady） ※日本電視台版。
- 三個願望（英语：Three Wishes (film)） ※VHS版。
- 魔鬼戰將2（帕提瑪女傭兵〈阿菲菲·阿拉維〉）※影碟版、朝日電視台版。
- 魔鬼命令 ※朝日電視台版。
- 我吸我吸我吸吸吸（英语：Vampire in Brooklyn）（伊娃）※VHS版。
- 香草天空（瑞秋）
- 紫醉金迷（米奇）
- 時空悍將（琳達·巴恩斯〈馬里·莫羅（英语：Mari Morrow）〉）※富士電視台版。
- 男人百分百 ※日本電視台版。
- 荒野大飆客（英语：Wild Hogs）（凱倫·戴維斯〈蒂琪娜·阿諾德（英语：Tichina Arnold）〉）
- 世貿中心
- 電子情書（蘿絲〈莎拉·拉米爾茲（英语：Sara Ramirez）〉）※富士電視台版。

#### 電視影集
- 家有阿福（傑克·奧克莫尼克〈喬許·布雷克〉）
- 特務A（法蘭西·卡爾弗〈梅林·鄧基（英语：Merrin Dungey）〉）
- CSI犯罪現場：邁阿密（亞戴爾·塞維利亞〈汪達·德·傑蘇斯（英语：Wanda De Jesus）〉）
- 恐龍家族（英语：Dinosaurs (TV series)）
- 急診室的春天 (第2季)（莉莉·賈維克〈莉莉·瑪利亞〉）
- 名揚四海（英语：Fame L.A.）（莉茲·克拉克〈萊斯莉·瑪格麗塔（英语：Lesli Margherita）〉）
- 歡樂滿屋（茱莉）
- 金剛戰士 (1993年電視影集)（安潔拉、卡靈頓市長）
- 重返家鄉（英语：Providence (TV series)）（伊茲·努納斯）
- 三國演義（辯皇子）※NHK-BS2版。
- 黑道家族（小安東尼·索波諾（英语：Anthony Soprano Jr.）〈羅伯特·伊萊爾〉）※影碟版。
- 星際之門：SG-1（尼利提〈賈桂琳·莎穆達（英语：Jacqueline Samuda）〉）
- 電腦快車（瑪拉·威爾基斯〈菲·浩斯爾〉）
- 少年印第安那瓊斯年譜

#### 動畫
- 101忠狗 (1997年電視動畫)（英语：101 Dalmatians: The Series）
- 探險活寶
- 蝙蝠俠
- 蝙蝠俠：高譚騎士（丹德爾）
- 鬼馬小精靈 (1995年版)（史普基）※VHS版。
- 仙履奇緣2：美夢成真（安泰西亞·崔梅恩〈崔西·馬可尼爾（英语：Tress_MacNeille）〉）
  - 仙履奇緣3：時間魔法（安泰西亞·崔梅恩〈崔西·馬可尼爾〉）
- 德克斯特的實驗室（德克斯特）
- 小奇兵（皮寶）※DVD版。
- 大力士（英语：Hercules (1998 TV series)）（女性）
- 水獺小寶貝（麥奇河狸）
- 飛機總動員：打火英雄（戴迪曼〈蕾吉娜·金〉）
- 奎克與福呂克（英语：Quick & Flupke）（奎克）
- 星際大戰 小奇兵（TiVo）
- 霹靂特警貓（古時女性）
- 傻大貓與崔弟的懸疑劇場（英语：The Sylvester & Tweety Mysteries）
- Toonsylvania（英语：Toonsylvania）（梅麗莎、莎莉）

## 腳註

## 外部連結
- 喜田亞由美｜Mausu Promotion （页面存档备份，存于） （日語）